# Črni Vrh (gmina Idrija)
Črni Vrh – wieś w Słowenii, w gminie Idrija. W 2018 roku liczyła 692 mieszkańców.